# Лютнева революція

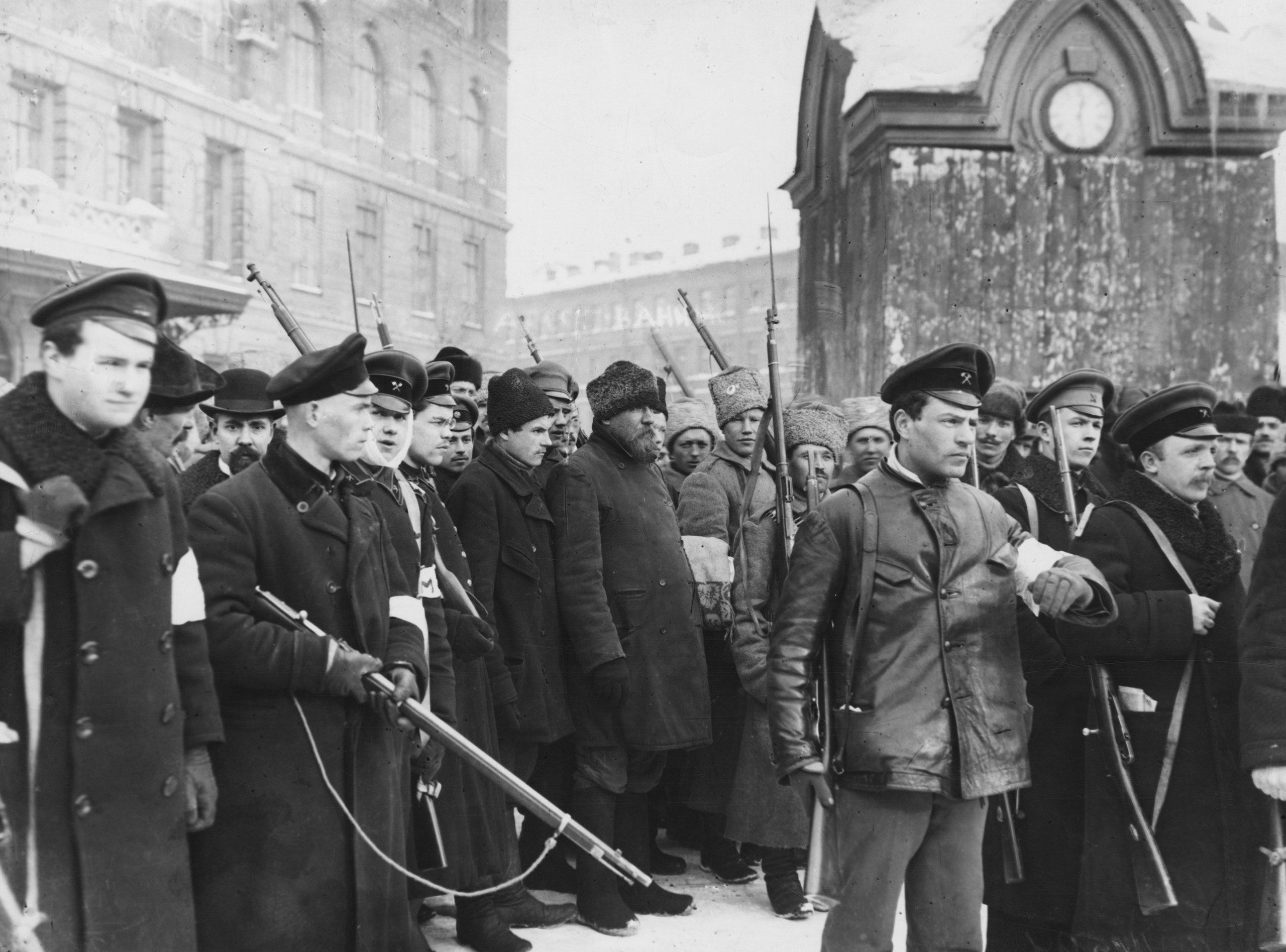
Арешт переодягнених городових. Петроград. Лютий 1917 року

Лютне́ва револю́ція 1917 ро́ку в Росії — революційні події лютого-березня 1917 року, що завершились падінням монархії у Російській імперії та створенням Російської республіки.

## Причини
Головними причинами загострення політичної ситуації в Російській імперії були участь імперії в Першій світовій війні 1914–1918, бездарність верховного командування на чолі з імператором Миколою ІІ та внаслідок цього великі людські втрати на фронтах.
Участь Російської імперії у світовій війні та мобілізація до армії значної кількості селян призвели до розорення та загального зубожіння значних мас населення імперії, поглибила соціально-економічні і політичні суперечності в країні. З початку 1917 року незадоволення війною та економічні труднощі викликали масовий страйковий рух, особливо у великих промислових центрах. Страйк на Путиловському заводі в Петрограді, що розпочався 17 лютого 1917 року, став передвісником масових революційних виступів.

## Початок революції

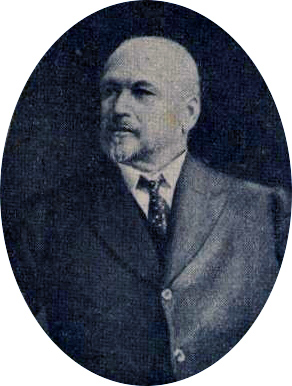
Голова Тимчасового комітету Державної Думи Михайло Родзянко

27 лютого (10 березня) до загального страйку петроградських робітників приєднались солдати Волинського, Преображенського та Литовського гвардійських полків. Петроград опинився в руках повсталих. Відновлення порядку в столиці та встановлення зв'язку з урядовими установами і особами — такі завдання поставив перед собою Тимчасовий комітет Державної Думи (голова — Михайло Родзянко), створений вранці.
Того ж дня ввечері відкрилось перше засідання Петроградської Ради робітничих, солдатських та матроських депутатів, яка обрала головою лідера меншовицької фракції Державної Думи Миколу Чхеїдзе.
Рада делегувала до Тимчасового комітету своїх представників — Чхеїдзе і Керенського.

## Перехід влади до Тимчасового уряду
В ніч на 28 лютого Тимчасовий комітет у зверненні до народів імперії заявив, що бере на себе організацію нової влади і до утворення Тимчасового уряду державне управління здійснюватимуть комісари із членів Думи.
Більшістю голосів 2 березня 1917 року Петроградська Рада доручила формування уряду Думському комітету.
Того ж дня імператор Микола II зрікся престолу на користь свого брата Михайла, який 3 березня також відмовився від трону. Була опублікована декларація про програму і склад Тимчасового уряду на чолі з князем Львовим, який до скликання Установчих зборів взяв на себе всю повноту влади в країні (Тимчасовий Уряд).

## Інтереси різних країн і груп людей в перевороті
Відому роль у загостренні політичної ситуації в Російській імперії зіграли інтереси як союзників імперії по Антанті, так і її ворогів. А саме головного супротивника на фронті війни — Німецької імперії (див. «Пломбований вагон»). Це проявилося з одного боку:
 — у спробах утримані за усіляку ціну Російську імперію у війні (країни Антанти: Велика Британія, Франція);
 — а з іншого боку — у сепаратному виводі Російської імперії з війни (країни «Осі»: Німецька імперія, Австро-Угорщина). Таємне сприяння політичним та підривним силам зсередини країни з боку країн «Осі», мали на меті повалення наявного політичного режиму, забезпечення цих сил фінансовими та матеріальними коштами, зброєю тощо.